# Egesina rondoni
Egesina rondoni är en skalbaggsart som beskrevs av Stefan von Breuning 1963. Egesina rondoni ingår i släktet Egesina och familjen långhorningar.
Artens utbredningsområde är Laos. Inga underarter finns listade i Catalogue of Life.